# Maria Papa Rostkowska
 (octobre 2022).
Si vous disposez d'ouvrages ou d'articles de référence ou si vous connaissez des sites web de qualité traitant du thème abordé ici, merci de compléter l'article en donnant les références utiles à sa vérifiabilité et en les liant à la section « Notes et références ».
 (novembre 2022).
Pour les articles homonymes, voir Rostkowska.
Maria Papa Rostkowska (1923-2008) est née le 4 juillet 1923 à Brwinow dans la banlieue de Varsovie en Pologne d’un père polonais, Boleslas Baranowski, et d’une mère russe,  Nadieja Juduszkin. D’origine polonaise, par son mariage avec Giuseppe Papa di San Lazzaro elle prit la nationalité italienne.  Enseignante d’abord à l’ Académie des Beaux-arts de Sopot (Gdansk) puis à l'Académie des beaux-arts de Varsovie, elle a quitté la Pologne dès 1957 pour s’installer à Paris, où elle fréquente les artistes de la Nouvelle École de Paris,. Elle est connue pour ses sculptures en marbre, notamment ses créations monumentales. 

## Biographie
(novembre 2022).
Résistante en Pologne durant la guerre, Maria  Rostkowska avec son premier mari, Ludwik Rostkowski Jr , et avec son beau-père Dr Ludwik Rostkowski Sr, participe au sauvetage des Juifs du Ghetto de Varsovie. Ludwik Rostkowski Jr recevra la Médaille des Justes à titre posthume. Nommée officier,  elle lutte armes à la main durant l’Insurrection de la Ville de 1944. Arrêtée et déportée vers les camps, elle s’échappe du train et elle est l’une des premières à pénétrer dans Varsovie en ruines. À la Libération elle reçoit l’une des plus hautes distinctions militaires polonaises pour ses faits de guerre, la Médaille Virtuti Militari Argent. Son mari, jeune militant des jeunesses Social Démocratiques, disparaît tragiquement en 1950, dans le cadre des répressions staliniennes et la laisse avec son fils unique de quatre ans, Nicolas Rostkowski.
Après la guerre elle  étudie l’architecture et puis la peinture à l’ Académie des Beaux Arts de Varsovie. En 1947 elle reçoit une bourse du gouvernement français et de l’UNESCO pour continuer son éducation artistique à Paris. A son retour dans son pays natal en 1950, elle poursuit sa carrière en Pologne où elle reçoit de nombreux prix de l’Etat polonais. Elle enseigne à l’Académie Nationale des Beaux-Arts de Sopot (Gdańsk) puis, en tant que Professeur Associée, à l’Académie des Beaux-arts de Varsovie. Elle devient une artiste reconnue du Réalisme Socialiste polonais et plusieurs de ses œuvres figurent aujourd’hui au Musée du Socrealisme à Kozlowka (Est de la Pologne)
Invitée à Paris par Édouard Pignon elle quitte définitivement la Pologne en 1957 et  fréquente les artistes de la Nouvelle École de Paris, les critiques d’art de renom et participe à l’effervescence artistique qui anime la capitale à cette époque. Elle fait la connaissance de Gualtieri Gualtieri di San Lazzaro, Fondateur et directeur de la Revue XXe siècle, Italien installé à Paris depuis les années 1930 qu’elle épouse en secondes noces en 1958.
À partir de la fin des années 1950, elle se consacre à la sculpture en cire perdue (les sculptures sont tirées en bronze) dans l’atelier de Emile Gilioli situé au 102 rue de Castagnary ,dans le 14 e arrondissement de Paris, ainsi qu’à la sculpture en terre cuite, qu’elle exécute à Albisola (Savone) dans l’atelier du  céramiste et poète italien Tullio Mazzotti, à côté d'artistes comme Lucio Fontana. Certaines sculptures en terre cuite sont tirées en bronze. Puis grâce aux conseils de Jean Arp et du sculpteur Gigi Guadagnucci elle se tourne vers  le marbre au milieu des années 1960 , qu’elle travaille toujours en taille directe. Le marbre devient alors sa matière de prédilection.
En 1966, elle installe son atelier dans les Marbreries Henraux à Querceta di Seravezza à côté de Pietrasanta, à proximité des carrières de Monte Altissimo et de Carrare.
Elle reçoit le prix de la William et Noma Copley Foundation en 1966 , pour la Sculpture grâce aux recommandations de Lucio Fontana et Jean Arp.
De son vivant elle participe à plus d’une centaine d’expositions personnelles ou collectives dont notamment à la Galleria del Naviglio de Carlo et Renato Cardazzo à Milan , à la Galleria del Cavallino à Venise et à la Galerie XX e Siècle à Paris et aux différents Salons parisiens.
La télévision nationale polonaise lui consacre  en 1995 un film documentaire « La femme et le marbre «  où on la voit notamment sculpter en taille directe son œuvre majeure « La promesse de bonheur «  de 3 mètres qui se trouve aujourd’hui à L’Assemblee Nationale, Palais Bourbon, à Paris.
Elle disparaît en 2008 des suites d’un AVC qui l’a frappée quelques années plus tôt.

## Expositions muséales  posthumes
- 2009 : Hommage lui est rendu, au Chiostro Sant’Agostino à Pietrasanta : Omaggio a Maria Papa. Commissaire : Valentina Fogher
- 2010 : Participation à l’exposition Michel Angelo and His Heirs au Musée des Beaux-Arts de Montgomery (Alabama).
- 2014 : Exposition au Musée National de la Sculpture de Pologne au Palais de Krolikarnia à Varsovie : Maria Papa Rostkowska : La femme de marbre. Commissaires : Joanna Torchala et Agnieszka Tarasiuk
- 2014 : Participation à l’exposition de l’Institut Culturel italien de New York : Les artistes de Pietrasanta. Commissaire : Valentina Fogher
- 2015 : Exposition au Musée Chopin – Bibliothèque Polonaise de Paris : La passion de la sculpture. Commissaires: Anna Czarnocka et Agnieszka Tarasiuk
- 2017 : Exposition au Museo d’Arte Contemporanea Cascina Roma de San Donato Milanese (Milano) : Maria Papa Rostkowska – Le opere, gli amici, i luoghi. Commissaire: Stefano Cortina. Cette exposition a été organisée avec le « patronato onorario «  de Madame Kornhauser- Duda , l’épouse du Président de la République Polonaise
- 2017 : Participation à l’Exposition : Jean Arp et la Pologne, au Musée National de Pologne à Poznań. Commissaire: Marta Smolinska
- 2020/21: Exposition au Musée de l‘hospice Saint-Roch, Issoudun : Maria Papa Rostkowska, Une sculptrice au cœur de la Nouvelle École de Paris[6]. Commissaires: Lydia Harambourg et Patrice Moreau
- 2022: Exposition Maria Papa Rostkowska et ses affinités artistiques, Jean Arp, Emile Gilioli, Marino Marini - Musée d'art et d'histoire de la Ville de Meudon[7].Commissaires Marianne Lombardi et Lydia Harambourg
- 2022: Mostra « Collezione Henraux 1960-1970 ». Curatore : Edoardo Bonaspetti. Deux sculptures de Maria Papa sont présentées ; Le guerrier noir » et « la grande barca « .Querceta di Seravezza (Lu) )www.Fondazione Henraux.it
- 2023: 4 mars - 4 juin : « Résonance Haptique de la Matière « . Musée de la Sculpture Contemporaine » à Oronsko (Pologne). Exposition commémorative du centenaire de la naissance de l’artiste. 65 sculptures sont présentées. Commissaire :Marta Smolinska. Www.rzezba-Oronsko.pl
- 2023: 3 juin - 10 septembre : Wifredo Lam et les magiciens de la mer. Museo della ceramicha di Savona. Elle expose deux terres cuites à côté de Lucio Fontana, Giuseppe Capogrossi, Jorn…
- 2023: 9 septembre - 3 décembre : Promesse de bonheur. Musée Royal de Lazienki à Varsovie . Ses sculptures sont mises en dialogue avec les collections classiques de Stanislas Poniatowski, le dernier roi de Pologne.Commissaires: Malgorzata Grabczewska et Anna Szary
- 2023: 21 septembre : Hommage lui est rendu à l’Assemblee Nationale au Palais Bourbon à Paris. La Présidente de l’Assemblee prononce un discours en son honneur devant la sculpture Promesse de Bonheur (3 mètres de hauteur en marbre blanc de Carrare) qui fait partie des collections nationales françaises.
- 2024: 13 avril - 14 Juillet. Musée de la Fondation Coubertin. Saint Remy les Chevreuse. Paris. Maria Papa Rostkowska - Sculptrice à la rencontre du marbre. Commissaire Lydia Harambourg. Conseiller scientifique : Nicolas Rostkowski
- 2024: octobre - mai 2025: Autour du Surréalisme: Musée de l'Hospice Saint Roch. Issoudun. L'artiste présente sa sculpture en terre cuite "Ubu Roi" symbole de l'absurdité de la guerre. Cette oeuvre fut exposée au Salon des Réalités Nouvelles en 1963. Elle fut exécutée à Albisola (Italie) dans l'atelier de Tullio Mazzotti.
- 2025 : 15 juin - 13 juillet : Museo di Pietrasanta. Sala delle Grascie. La Forza del destino - tous les chemins mènent à Pietrasanta. Exposition commemorative du 50 e anniversaire de l’installation de l’artiste à Pietrasanta. Organisée en partenariat avec Henraux SpA et Artinfo pl. l’exposition est accompagnée d’un livre collectif comprenant les articles scientifiques de Lara Conte, Anna Lappo Malosse, Malgorzata Grabczewska, Ewa Ziembinska et Gualtieri di San Lazzaro. Conception graphique : Edith Laure Rostkowski. Commissaires de l’exposition : Nicolas et Joëlle Rostkowski

## Œuvres dans l'espace public
- La Decouverte  du Nouveau  monde à l’Universite de Milan
- Gaia et la Grande Fleur dans le Parc International de Sculptures de Pietrasanta
- le Guerrier dans la collection de la Banca Intesa
- la Grande Barque et le Parsonnage au Musée Henraux de Querceta di Seravezza
- Venus noire qui marche, marbre noir, Consulat Général de France à Houston, Texas, USA

### France
- Les personnages au Palais de Carnoles à Menton
- La Mère et l’Enfant sur la place de la Chaume à Issoudun
- La Fleur , Jardin de sculptures du Musée de l’Hospice Saint-Roch à Issoudun.
- Ubu Roi, une sculpture monumentale en terre cuite, au Musée de l’Hospice Saint Roch
- La Mère et l’Enfant dans le parc de sculptures du Musée d’Art et d’Histoire de Meudon et le Bélier en terre cuite dans les collections permanentes
- Relief en terre cuite au Musée d’Art de Nantes. Cette œuvre provient de la Collection Gildas Fardel
- Vénus, marbre brun, Mont-de-Marsan, musée Despiau-Wlérick
- La découverte du nouveau monde, bronze, parc de sculptures de la Fondation Coubertin, Saint-Rémy-les-Chevreuse
- Il spirito del tempo, marbre blanc de Carrare, Musée des Beaux-Arts de Dijon

#### Paris
- Promesse de Bonheur, Assemblée nationale, Paris.
- La Mère et l’Enfant, un bas relief monumental de 3,26 m de haut en travertin au-dessus de la crèche municipale au 12 rue Dumeril dans le 13e arrondissement de Paris
- Le Cactus qui marche au Musée de la Sculpture en plein air de Paris
- La mère et l'enfant, Direction des affaires scolaires de la Ville de Paris, rue de l'Arsenal

### Pologne
- la Mère et l’Enfant dans le Parc de Sculptures du Centre de la Sculpture Polonaise et Contemporaine à Oronsko
- la Mère et l’Enfant devant l’Hotel de Ville de Sopot sur la côte baltique
- Venus Bionda, Parvis du Musée National de Pologne à Varsovie.
- Guerrier et la Mère et l’Enfant au Palais Présidentiel de la République Polonaise, Varsovie.
- Le Baiser, Le Lion et La donna seduta ornent le parc du Musée national de Varsovie au palais de Krolikarnia.
- la Promesse de bonheur en marbre blanc de Carrare, en version camerale, au Musée Royal de Lazienki à Varsovie
- Le Guerrier du désert en bronze patiné noir, en version de 100 cm au Musée National à Lublin.